# Atis (ópera)
Atis (título original en francés, Atys) es una tragedia lírica con un prólogo y cinco actos, con música de Jean-Baptiste Lully y libreto en francés de Philippe Quinault, basado en el poema Fastos de Ovidio. Fue estrenada en Saint-Germain-en-Laye el 10 de enero de 1676.
Quizá una de sus partes más conocidas sea el pasaje del sueño de Atys en el tercer acto. Esta escena muestra al joven tumbado en el suelo, introducido en un profundo sueño mientras un grupo de instrumentistas (flautas, laúdes y fagots barrocos), a la vez que un pequeño grupo de cuatro cantantes narran la acción acompañados por el continuo de la orquesta, adoptando la escena un carácter fantástico a la vez que melancólico.
Esta ópera fue la preferida del rey Luis XIV de Francia de todas las que compuso Jean-Baptiste Lully, debido a diversas identificaciones psicológicas del monarca y su esposa con los personajes de la tragedia. Esta ópera rara vez se representa en la actualidad; en las estadísticas de Operabase Archivado el 14 de mayo de 2017 en Wayback Machine. aparece con solo 1 representación para el período 2005-2010.

## Personajes
| Preludio                                                        | Preludio    | Preludio                                                  | Preludio |
| Personaje                                                       | Tesitura    | Elenco del estreno, 10 de enero de 1676 (Director: - )    |          |
| --------------------------------------------------------------- | ----------- | --------------------------------------------------------- | -------- |
| Le Temps, un dios del Tiempo                                    | barítono    | François Beaumavielle                                     |          |
| Flore, una diosa                                                | soprano     | Marie Verdier                                             |          |
| Melpomène, musa trágica                                         | soprano     | Beaucre                                                   |          |
| Iris, una diosa                                                 | soprano     |                                                           |          |
| Un Zephyr, una personificación del viento                       | contralto   |                                                           |          |
| Hércules, Anteo, Eteocles, Polinice, Cástor, Pólux (Bailarines) | no cantados | Beauchamp, Dolivet, Faure, Favier, Lestang, Magny, Pécour |          |
| Tragedia                                                        |             |                                                           |          |
| Atys, pariente de Sangaride y favorito de Celeno                | contralto   | Bernard Clédière                                          |          |
| Sangaride, una ninfa e hija del Dios río                        | soprano     | Marie Aubry                                               |          |
| Cybèle, una diosa                                               | soprano     | Saint-Christophle                                         |          |
| Celeno, rey de Frigia                                           |             |                                                           |          |

## Argumento
Prólogo
Los prólogos de Lully normalmente servían para comentar acontecimientos coetáneos de la corte de Luis XIV de manera que halagara al rey. Cuando se estrenó la ópera, Luis XIV estaba esperando a que llegara la primavera para poder invadir Flandes. La escena transcurre en el Palacio del personaje alegórico Tiempo. Un coro de Horas se quejan sobre el clima invernal en "Ses Justes loix, ses grands exploits". Cuando el héroe va a salir y presentar batalla, llega Melpómene y, en un gesto que funciona a modo de transición al Acto I, procede a contar la historia de Atis en el recitativo "Retirez vous."
Acto I
La escena 1 transcurre en la montaña sagrada de la diosa Cibeles. Atis canta el aria "Allons, allons" para despertar a los frigios de manera que puedan darle una bienvenida adecuada a Cibeles. Idas se burla de él en la escena 2, sugiriendo que su motivación puede ser exceso de amor por la diosa en el aria "Vous veillez lorsque tout sommeil." En la escena 3 llega Sangaride, prometida al rey de los frigios, Celeno, y simula estar encantada por la boda. En la escena 4, Sangaride es de hecho infeliz por su próxima boda, pues en realidad ama a Atis. Canta el lamento "Atys est trop heureux". En las escenas 5 y 6, Atis encuentra a Sangaride lamentándose y confiesa su amor por ella en el diálogo recitativo "Sangaride ce jour est un grand jour pour vous." 
Acto II
La escena del Acto II es dentro del templo de la diosa Cibeles.
Tanto Celeno como Atis desean ser sumo sacerdote de Cibeles (escena 1). Cineles elige a Atis como sumo sacerdote porque la diosa lo ama en secreto (escena 2). De hecho, fue por su amor por Atis por lo que ella acude a la boda. Celeno acepta graciosamente su decisión. El coro de Naciones canta "Célébrons la gloire immortelle" para celebrar la elección.
Acto III
La escena cambia al palacio del Sacrificateur de Cibeles donde se encuentra Atis solo.
Este acto incluye un sommeil (sueño): un tipo de escena que había sido establecida por la ópera veneciana. Tales escenas eran especialmente útiles debido a que podían situar a un personaje en una postura vulnerable para una variedad de propósitos dramáticos potenciales. Por ejemplo, el personaje dormido puede ser atacado, sufrir un lavado de cerebro o revelar pensamientos secretos en el estado alterado de conciencia. Es la escena 4 del acto, en la que Cibeles le hace dormirse. El personaje alegórico Le Sommeil ("El sueño") canta "Dormons, dormons tous" después de una larga introducción instrumental. Atis se despierta en la escena 5 con Cibeles a su lado intentando consolarle. Sangaride llega en la escena 6 y ruega a Cibeles que detenga su boda con el rey Celeno porque no lo ama. Atis, confuso, interviene en beneficio de Sangaride. Esto irrita a Cibeles porque ella también ama a Atis y le ha otorgado el título de sumo sacerdote. Cuando la dejan sola con Melisa en la escena 7, ella canta el lamento "L'ingrat Atys."
Acto IV
Este acto transcurre en el palacio del río Sangar con Atis y Sangaride solos.
En este acto, Atis asegura a Sangaride que la ama y se juran amor eterno. El padre de Sangaride se les acerca a principio de la escena 5. Con su poder como sumo sacerdote de Cibeles, ordena al padre de Sangarides que cancele la boda con el rey Celeno. El río de Sangar aprueba la elección de Sangaride en un coro "Nous approuvons votre choix," seguido por "Que l'on chante."
Acto V
El acto final tiene lugar en jardines amenos.
Debido a que Atis ha decepcionado a los dioses, Cibeles decide castigarlo, a él y a Sangaride. Cibeles ciega a Atis con un conjuro mágico. La escena 3 se abre con un furioso preludio instrumental, seguido por un diálogo ("Ciel! Quelle vapeur m'environne!") entre Atis y Sangaride. Un coro concluye la escena con "Atys, Atys, lui-même." Atis confunde a Sangaride con un monstruo y la mata. Atis planea suicidarse como resultado de la trágica pérdida de su visión. De nuevo el coro finaliza con "Atys, Atys, lui-même." Para impedir su suicidio, Cibeles interviene en la escena 5 y lo transforma en un árbol. En las siguientes escenas, Cibeles celebra su venganza, pero lamenta haber perdido a su amor.

## Grabaciones
Sólo hay una grabación del Atys de Lully. Se grabó en 1986 por William Christie con Coro y orquesta Les Arts Florissants. Disco compacto: Harmonia Mundi (France) HMC90 1257/9 {3 cedés} (1987)ª Entre otros intérpretes, ha de señalarse a Guy de Mey (Atys), Agnès Mellon (Sangaride) y Guillemette Laurens (Cybèle).
Grabaron la representación histórica del año 1987 en video. La calidad del video deja bastante que desear, pues se encuentra en VHS, pero se trata de una de las aproximaciones más respetables de una representación barroca real, con todo lujo de detalles: máquinas teatrales, vestimentas y peluquería de la época y unos cuidados escenarios así como la excelente interpretación musical a cargo de Les Arts Florissants, también es digna de reconocimiento la representación de la obra en el año 2011 a cargo nuevamente de Les Arts Florissants.